# Perché chiamarlo amore quando è solo sesso?
Perché chiamarlo amore quando è solo sesso? (¿Por qué lo llaman amor cuando quieren decir sexo?) è  un film spagnolo del 1993 diretto da Manuel Gómez Pereira.

## Trama
Gloria è un'attrice pornografica che si esibisce nei peep show insieme al collega bisessuale Karim. Quando il suo partner non può più lavorare per motivi di salute, le viene affiancato come sostituto il giovane e affascinante Manu. Nonostante l'inesperienza del ragazzo, i due formano ben presto una coppia di successo, Fuego Carnal, ma sorgono dei problemi quando Gloria scopre che Manu è pieno di debiti di gioco.
A complicare la faccenda, si aggiungono i genitori di Manu, con i quali il ragazzo ha rotto da tempo i rapporti. Sole ed Enrique, distinti signori dell'alta borghesia, cercano in ogni modo di riavvicinarsi al figlio e, pur di non rivelare loro la verità sul lavoro che svolgono, Gloria e Manu fingono di essere fidanzati, di avere un bambino e di esibirsi come musicisti nei locali.

## Produzione
Secondo lungometraggio di Manuel Gómez Pereira, prese il titolo da un aforisma di Groucho Marx. La scelta di titoli volutamente lunghi, espressivi o parodistici è, infatti, una delle caratteristiche principali dello stile del regista.
La sceneggiatura segue lo stile della commedia degli equivoci. Contrariamente a quanto faccia pensare il titolo, non viene annoverata tra le commedie erotiche, in quanto il tema del sesso è utilizzato solo come strumento per parlare di amore, fiducia e differenza tra classi sociali.
Gli attori protagonisti furono i giovani Verónica Forqué e Jorge Sanz, ai quali si affiancarono due veterani del cinema come Rosa María Sardà e Fernando Guillén.

## Accoglienza
A fronte di un budget di circa 16 milioni, incassò a livello internazionale un totale di 178,7 milioni di dollari, rappresentando un grosso successo al botteghino. Non fu così apprezzato dalla critica: Antonio José Navarro la definì "una mediocre commedia".
In un libro dedicato all'analisi della rappresentazione femminile nel cinema spagnolo degli anni novanta, quello di Gloria venne citato come esempio di personaggio femminile preda di una passione simile ad un'infermità cronica. Anche altri critici, tra cui Francisco María Benavent, sottolinearono come gran parte dello sviluppo del film fosse dovuto alla rappresentazione del personaggio di Gloria, che si distingueva soprattutto per l'uso originale del linguaggio.
Fu candidato in due categorie ai Premi Goya 1994, migliore attrice non protagonista e miglior colonna sonora, aggiudicandosi la vittoria nella prima.

## Riconoscimenti
- 1994 - Premio Goya
  - Migliore attrice non protagonista a Rosa María Sardà
  - Candidatura alla miglior colonna sonora a Manolo Tena

- 1994 - Fotogrammi d'argento
  - Miglior attrice cinematografica a Verónica Forqué

- 1994 - Festival del Cinema di Bogotà
  - Candidatura al miglior film

- 1993 - Festival Internacional de Cine de Comedia de Peñíscola
  - Migliore attrice a Verónica Forqué